# Perry White
Perry White is een personage uit de Superman-strips van DC Comics. Hij werd bedacht door Jerry Siegel en Joe Shuster, en maakte zijn debuut in de strips in Superman (volume 1) #7 (1940) .

## Achtergrond
Perry is de hoofdredacteur van de krant “The Daily Planet” in de stad Metropolis. Daarmee is hij de baas van onder andere Clark Kent, Lois Lane en Jimmy Olsen.
Perry staat erom bekend erg luidruchtig en streng over te komen. Bekend is zijn uitspraak "Great Caesars ghost!", die hij gebruikt indien hij kwaad of verbaasd is. Perry houdt er niet van om “baas” genoemd te worden, iets waar hij vooral Jimmy vaak aan moet herinneren. Bekend is het scenario waarin Jimmy hem baas noemt waarop Perry schreeuwt "Don't call me chief!" (noem me geen baas).
Perry stond lange tijd bekend als een kettingroker. Hij hield vooral van sigaren. In de jaren 90 stopte hij met roken nadat hij moest worden behandeld voor longkanker.
Net als Jimmy Olsen en Lois Lane is Perry een vast personage in vrijwel alle Superman-media.
Perry is getrouwd met Alice White.

## Creatie
Oorspronkelijk werd Perry bedacht voor de Superman hoorspellen uit 1940. Hij maakte zijn debuut in deze hoorspelen op 14 februari 1940. In Supermanstrips van voor 1940 was een zekere “George Taylor” de baas van de Daily Planet (toen nog Daily Star), maar door Perry’s succes in de hoorspelen werd hij ook in de strips geïntroduceerd en verving Taylor. Sindsdien is hij altijd de hoofdredacteur gebleven.

## Biografie
In de oorspronkelijke continuïteit van DC Comics begon Perry zijn carrière blijkbaar als een freelance journalist, die werkte voor onder andere kranten in Chicago en Gotham City. Hij kreeg uiteindelijk een vaste baan bij de Daily Planet, waar hij zich een weg omhoog werkte naar hoofdredacteur. Hij ontving de Pulitzer-prijs toen hij als eerste een artikel schreef over Superboys buitenaardse oorsprong.
Na het verhaal Crisis on Infinite Earths onderging de continuïteit in de DC Comics verhalen een grote verandering. In deze nieuwe versie was Perry geboren in een achterbuurt van Metropolis. Zijn vader diende in het leger en was vaak afwezig. Perry nam een bijbaantje als kopieerjongen bij de Daily Planet, en ging nooit meer bij de krant weg. Op school zat hij in dezelfde klas als Lex Luthor. Perry trouwde uiteindelijk met Alice Spencer en samen kregen ze een zoon, Jerry. Jaren later ontdekte Perry echter dat Lex Jerry’s biologische vader was. Nadat Jerry omkwam bij een vuurgevecht adopteerden Perry en Alice de weesjongen Keith Robert.
Onder Perry’s leiderschap was de Daily Planet de enige krant die zware kritiek durfde te uiten op Lex Luthor. Er zijn geruchten dat Perry White goed op de hoogte is van Supermans ware identiteit, maar dat hij dit expres voor zich houdt.

## In andere media
- Pierre Watkin speelde Perry White in de filmseries met Kirk Alyn.
- John Hamilton speelde Perry White in de televisieserie Adventures of Superman. In deze serie was Perry vroeger burgemeester van Metropolis.
- In de vier Supermanfilms uit de jaren zeventig (met Christopher Reeve in de hoofdrol) werd Perry White gespeeld door Jackie Cooper.
- Lane Smith vertolkte de rol van Perry in de televisieserie Lois and Clark: The New Adventures of Superman. In deze serie werd zijn uitspraak "Great Caesar's ghost!" vervangen door "Great shades of Elvis!".
- In Superman: The Animated Series werd Perry’s stem gedaan door George Dzundza.
- In de serie Smallville werd een jongere versie van Perry White gespeeld door Michael McKean.
- In Bryan Singers Superman Returns werd Perry White gespeeld door Frank Langella. In de film had Perry een neef genaamd Richard.
- In Superman: Doomsday werd Perry Whites stem gedaan door Ray Wise.
- In Man of Steel en Batman v Superman: Dawn of Justice wordt Perry White gespeeld door Laurence Fishburne.
- In Superman (2025) wordt Perry White gespeeld door Wendell Pierce.

## Vergelijkingen met J. Jonah Jameson
White wordt vanwege zijn werk, persoonlijkheid en gebruiken vaak vergeleken met het Marvel Comics personage J. Jonah Jameson, de agressieve hoofdredacteur van de “Daily Bugle” en een vast personage in de Spider-Man strips.